# Robin Knoche
Robin Knoche (* 22. Mai 1992 in Braunschweig) ist ein deutscher Fußballspieler, der seit Mitte Juli 2024 beim 1. FC Nürnberg unter Vertrag steht.

## Karriere

### Im Verein
Knoche begann das Fußballspielen mit vier Jahren bei Germania Lamme. Von 2002 bis 2005 spielte er bei Olympia Braunschweig, bis er im Alter von 13 Jahren in die C-Jugend-Mannschaft des VfL Wolfsburg wechselte. Knoche wurde im weiteren Verlauf seiner Jugendausbildung in der B- und A-Jugend-Bundesliga für die Nachwuchsmannschaften des VfL Wolfsburg eingesetzt.
2010 wurde er erstmals in der Amateurmannschaft des Vereins eingesetzt. Bereits ein Jahr später kam Knoche zu seinem ersten Einsatz in der Profimannschaft des VfL, als Trainer Felix Magath ihn am dritten Spieltag der Bundesliga-Saison 2011/12 einsetzte. Im April 2012 unterschrieb Knoche einen Profivertrag bis zum 30. Juni 2015, den er im August 2013 vorzeitig verlängerte. Mit Wolfsburg gewann er in der Saison 2014/2015 den DFB-Pokal.
In der Saison 2015/16 verpasste Knoche aufgrund einer Sprunggelenksverletzung die gesamte Hinrunde und machte seinen ersten Einsatz erst am 20. Spieltag, konnte sich fortan allerdings in der Stamm-Elf des VfL Wolfsburg etablieren. Er verlängerte abermals seinen Vertrag, jetzt mit einer Laufzeit bis zum Ende der Saison 2019/20. Auch in den Bundesliga-Spielzeiten 2016/17 (23 Ligaspiele), 2017/18 (24 Ligaspiele) und 2018/19 (31 Ligaspiele) war er wichtiger Bestandteil der Innenverteidigung des Bundesligateams.
In der Bundesliga-Spielzeit 2019/20 verlor er im Laufe der Saison gleich zweimal seinen Stammplatz: Zunächst in der Hinrunde ab dem 8. Spieltag gegen Jeffrey Bruma, konnte sich diesen aber nach einer Rotsperre von Marcel Tisserand zurückholen. Nach der mehrwöchigen Spielunterbrechung durch die COVID-19-Pandemie erhielt Marin Pongračić den Vorzug vor Knoche. Als Konsequenz daraus gab Knoche am 31. Mai bekannt, dass er den Verein nach 15 Jahren Vereinszugehörigkeit zum Saisonende verlassen werde. Daraufhin schloss er sich im August 2020 dem 1. FC Union Berlin an. Im April 2022 verlängerte er seinen Vertrag bei den Köpenickern. Der 1. FC Union Berlin gab zwei Tage nach dem letzten Spieltag der Bundesligasaison 2023/24 bekannt, den Kontrakt mit Knoche nicht zu verlängern.
Im Juli gab der 1. FC Nürnberg die Verpflichtung des erfahrenen Knoche bekannt.

### Nationalmannschaft
Knoche gab sein Debüt für die deutsche U-21-Nationalmannschaft am 9. September 2013 im  Qualifikationsspiel für die U-21-EM 2015 gegen die irische U-21-Nationalmannschaft. Er wurde in der 74. Minute von Trainer Horst Hrubesch eingewechselt. In seinem zweiten U21-Spiel gegen die Färöer (3:2) erzielte Knoche sein erstes Länderspieltor für eine DFB-Auswahl.
Bundestrainer Joachim Löw nominierte ihn am 16. November 2014 für das Freundschaftsspiel gegen Spanien am 18. November in Vigo (1:0) nach, da Jérôme Boateng wegen muskulärer Probleme in der linken Wade für das Duell beim Europameister ausfiel; zum Einsatz kam Knoche jedoch nicht. Eine erneute Nominierung für die Nationalmannschaft erfolgte nicht.

## Erfolge
VfL Wolfsburg
- DFB-Pokal-Sieger: 2015
- Deutscher Vizemeister: 2015
- DFL-Supercup-Sieger: 2015